# Bülstringen
Bülstringen ist eine Gemeinde im Landkreis Börde in Sachsen-Anhalt. Die Gemeinde gehört der Verbandsgemeinde Flechtingen an.

## Geografie
Die Gemeinde Bülstringen nordwestlich von Haldensleben liegt am Mittellandkanal im Tal der Ohre.
Im Norden der Gemeinde erstrecken sich die Calvörder Berge und der Calvörder Forst.

### Gemeindegliederung
Ortsteile und zugehörige Wohnplätze der Gemeinde Bülstringen:
- Bülstringen
  - Schwarzer Pfuhl
- Wieglitz
  - Ellersell
  - Neukrug

## Geschichte
Am 30. September 1928 Vereinigung des Gutsbezirks Zernitz, Forst mit der Landgemeinde Bülstringen. Am 1. Januar 2010 Eingemeindung von Wieglitz in Bülstringen.

## Politik

### Gemeinderat
Laut der Kommunalwahl am 6. Dezember 2009 hat der Gemeinderat 10 Mitglieder. Die Wahlbeteiligung lag bei 50,0 %. Die Wahl brachte folgendes Ergebnis:
|  | 1. Freie Wählergruppe Bülstringen | 6 Sitze |  |
|  | CDU                               | 2 Sitze |  |
|  | FFw Bülstringen                   | 1 Sitz0 |  |
|  | Dorferneuerungsverein Wieglitz    | 1 Sitz0 |  |

Weiteres Mitglied des Gemeinderates und dessen Vorsitzender ist der Bürgermeister.
Im Februar 2015 wurde Sven Fahrenfeld zum neuen Bürgermeister gewählt.

### Wappen
Das Wappen wurde am 10. Mai 1996 durch das Regierungspräsidium Magdeburg genehmigt.
Blasonierung: „Von Gold und Blau durch einen geschrägten Schräglinksbalken in verwechselten Farben geteilt, oben rechts ein linksgewendeter blauer Kuhkopf, links unten eine goldene Hellebarde.“
Die Gestaltung einer Wappendokumentation für die Gemeinde Bülstringen wurde in Absprache mit der Verwaltungsgemeinschaft im Oktober 1995 an den Magdeburger Heraldiker Jörg Mantzsch in Auftrag gegeben, um im Siegel, ggf. auf der Flagge der Gemeinde und im sonstigen Gebrauch ein den Regeln der Heraldik entsprechendes und offiziell genehmigtes Wappen als Hoheitszeichen des Ortes zu führen.
Bülstringen führte bisher kein offiziell genehmigtes Wappen. Auch ist kein historisches Bildsiegel des Dorfes bekannt.
Es war Beschluss des Gemeinderates, ein historisches Ereignis aus dem 17. Jahrhundert in das neu zu schaffende Wappen aufzunehmen. Damals kam es zu einem Lokalkrieg zwischen den Bülstringern und der Stadt Neuhaldensleben. Die Bürger von Neuhaldensleben trieben von alters her ihre Kühe und andere Weidetiere durch die Gemarkung von Bülstringen. Offensichtlich war das zum Schaden der Gemeinde, die sich das verbat. Es kam zu einer Auseinandersetzung, indem Neuhaldensleber Bürger – voran der Bürgermeister – mit Hieb- und Stichwaffen ausgerüstet, die Bülstringer überfielen. Dabei gab es Tote und zahlreiche Verwundete. Nach Beschwerden beider Parteien zu ihrer Landesregierung wurden die Neuhaldensleber verurteilt – der Bürgermeister sogar zum Tode, welches Urteil später jedoch nicht vollstreckt wurde.
Als Konsequenz dieser für die Gemeinde Bülstringen wichtigen Angelegenheit wurden die Gemarkungen und das Triftrecht aus dem bisherigen Gewohnheitsrecht in festgelegte Rechtsformen gewandelt.
In Erinnerung dieser Begebenheit gibt es noch heute den „Mordgraben“ und den „Triftweg“ bei Bülstringen. Beide sind im Wappen durch einen blauen und goldenen Schräglinksbalken symbolisiert. Der blaue Kuhkopf nimmt Bezug auf den Viehtrieb als Anlass des o. g. Ereignisses; die Hellebarde drückt die kriegerische Auseinandersetzung aus, zumal in einer überlieferten Beschreibung ausdrücklich auf die Benutzung von Hellebarden als Waffen gegen die Bülstringer verwiesen wird.

### Flagge
Die Gemeindeflagge ist Blau – Gelb gestreift mit dem aufgelegten Gemeindewappen.

## Sehenswürdigkeiten
Die evangelische Kirche von Bülstringen aus dem Jahr 1708 hat eine prächtige barocke Ausstattung. Es gibt einen großen Kanzelaltar aus der Entstehungszeit. Der Wehrturm und der Taufstein entstanden Anfang des 13. Jahrhunderts. Eine Besonderheit ist die Sitzordnung der Dreifaltigkeitskirche in Form eines langgestreckten Achteckes.
Im Dachstuhl der Kirche befindet sich seit vielen Jahren ein Wochenstubenquartier des Großen Mausohrs (Myotis myotis). Daher ist die Kirche von Bülstrigen seit 2008 FFH-Gebiet. Der Bestand schwankt zwischen 200 und 250 adulten Weibchen (2010).

### Gedenkstätten
Auf dem Ortsfriedhof erinnert ein Denkmal an vier Häftlinge des Todesmarsches aus dem KZ Dora-Mittelbau, sowie an einen Jugoslawen, der 1943 ein Opfer der Zwangsarbeit wurde.

## Verkehr
Bülstringen liegt an der Landesstraße 24, die Calvörde mit Haldensleben im Süden und der Bundesstraße 188 im Norden verbindet.
Ein Ausziehgleis von der Bahnstrecke Haldensleben–Weferlingen erschließt den Hafen Bülstringen West für den Güterverkehr. Eine Zustiegsmöglichkeit im Personenverkehr besteht nicht.